# Joe Conley
Joe Conley (Buffalo, 3 marzo 1928 – Newbury Park, 7 luglio 2013) è stato un attore statunitense.

## Filmografia parziale

### Cinema
- L'urlo della folla (The Sound of Fury), regia di Cy Endfield (1950) - non accreditato
- L'ora scarlatta (The Scarlet Hour), regia di Michael Curtiz (1956) - non accreditato
- Delitto senza scampo (Crime of Passion), regia di Gerd Oswald (1956)
- Giovani gangsters (Juvenile Jungle), regia di William Witney (1958)
- La grande rapina di Boston (Blueprint for Robbery), regia di Jerry Hopper (1961)
- La vergine della violenza (Patty), regia di Leo A. Handel (1962)
- Impure Thoughts, regia di Michael A. Simpson (1986)
- A tutti i costi (Whatever It Takes), regia di Brady MacKenzie (1998)
- Cast Away, regia di Robert Zemeckis (2000)
- Blind Obsession, regia di Robert Malenfant (2001)

### Televisione
- Dragnet – serie TV, 2 episodi (1957-1959)
- Playhouse 90 – serie TV, 2 episodi (1958-1959)
- Ricercato vivo o morto (Wanted: Dead or Alive) – serie TV, episodio 2x06 (1959)
- Richard Diamond (Richard Diamond, Private Detective) – serie TV, 3 episodi (1959-1960)
- The Best of the Post – serie TV, episodio 1x03 (1960)
- Carovana (Stagecoach West) – serie TV, episodi 1x08-1x14 (1960-1961)
- Mister Ed, il mulo parlante (Mister Ed) – serie TV, 6 episodi (1961-1965)
- The Dick Powell Show – serie TV, episodio 2x01 (1962)
- Squadra speciale anticrimine (The Felony Squad) – serie TV, episodio 2x09 (1967)
- Una famiglia americana (The Waltons) – serie TV, 172 episodi (1972-1981)
- A Wedding on Walton's Mountain – film TV (1982)
- Mother's Day on Walton's Mountain – film TV (1982)
- A Day for Thanks on Walton's Mountain – film TV (1982)
- A Walton Thanksgiving Reunion – film TV (1993)
- A Walton Wedding – film TV (1995)